# East Anglia Medieval Fayre
East Anglia Medieval Fayre er et årligt reenactmentevent, der bliver afholdt forskellige steder i England henover en weekend.
Arrangementet blev afholdt første gang i juli 2005 nær Bury St. Edmunds, East Anglia. I 2008 flyttede man til Cressing Temple tæt ved Braintree, Essex. I 2009 foregik det i Wimblington, Cambridgeshire i september måned.
Festivalen indeholder ridderturneringer, falkonerer, middelaldermarked og to slag med kampreenactment.